# Pietra runica

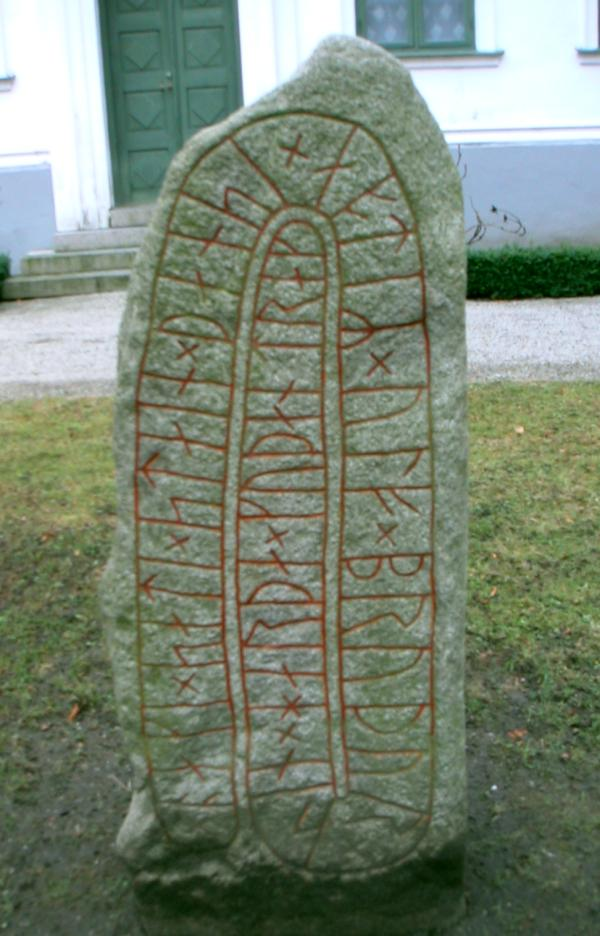
Una pietra runica situata a Lund, in Svezia

Le pietre runiche sono pietre che possiedono iscrizioni in caratteri runici, databili fin dal Medioevo e costruite prevalentemente durante l'era dei Vichinghi. La Scandinavia non possiede molti documenti riguardanti la propria storia medievale scritti prima del XII secolo, avendo principalmente una tradizione orale. 
Solo dal dodicesimo secolo vennero compilate le prime leggi e i documenti storici in forma scritta. I soli testi esistenti che risalgono a periodi precedenti, oltre a poche iscrizioni su monete, sono stati trovati in forma di iscrizioni runiche, alcune delle quali su pezzi di legno o lance di ferro, ma la maggior parte su pietre e rocce.
Esistono approssimativamente circa 6.000 pietre runiche conosciute in Scandinavia. Di queste, 3.000 sono datate intorno al decimo e undicesimo secolo e sono state trovate in Svezia. Alcune di esse si trovano sulle superfici di roccia esposte dei fiordi oppure al centro di parchi o di giardini scolastici. Molte di queste iscrizioni narrano eventi riguardanti la morte di gente del luogo, vissuta e morta nella loro nazione natale. 
Circa il dieci per cento delle pietre conosciute narrano eventi riguardanti i viaggi e le morti tragiche degli uomini vissuti all'estero. Queste iscrizioni coincidono con alcune fonti scritte in lingua latina, come gli Annali di San Bertino e gli scritti di Liutprando di Cremona, che mostrano informazioni importanti riguardo agli scandinavi che visitarono Bisanzio.
Le iscrizioni forniscono raramente prove storiche solide, riguardanti eventi e gente identificabile, fornendo in maggiore quantità informazioni riguardanti lo sviluppo della lingua e della poesia, dei costumi, dei nomi dei luoghi e della comunicazione, della cultura dei vichinghi e della cristianizzazione.
Anche se le pietre offrono allo storico scandinavo una risorsa importante di informazioni riguardo alla società dei vichinghi, dallo studio individuale di ogni roccia non si può ricavare molto. L'informazione migliore si ha dallo studio dei movimenti e dei motivi per cui furono erette queste pietre, nelle rispettive regioni.

## Voci correlate

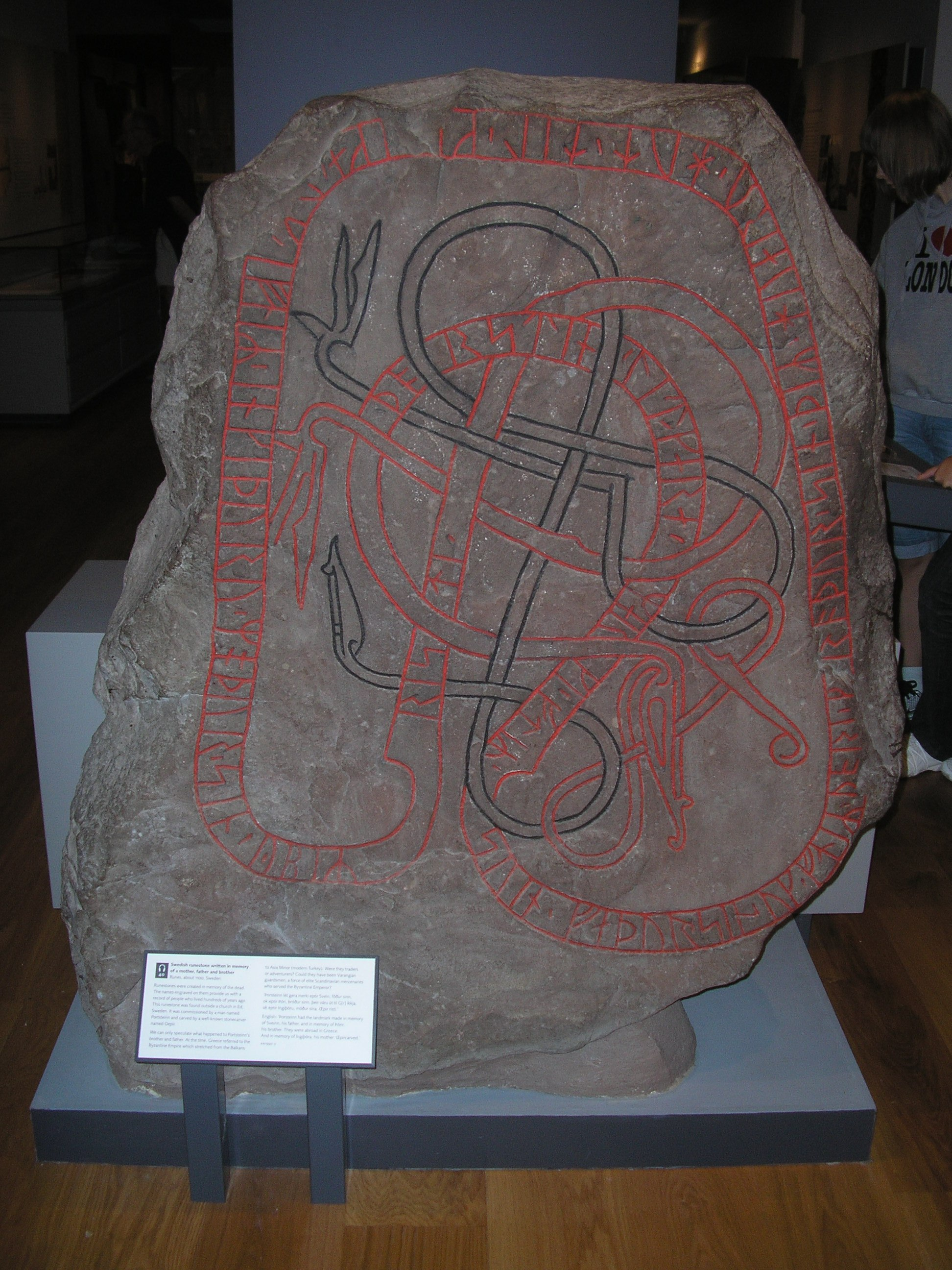
Pietra runica svedese in memoria di alcuni cari defunti (Pitt Rivers Museum, Oxford)